# Emswehr Rheine

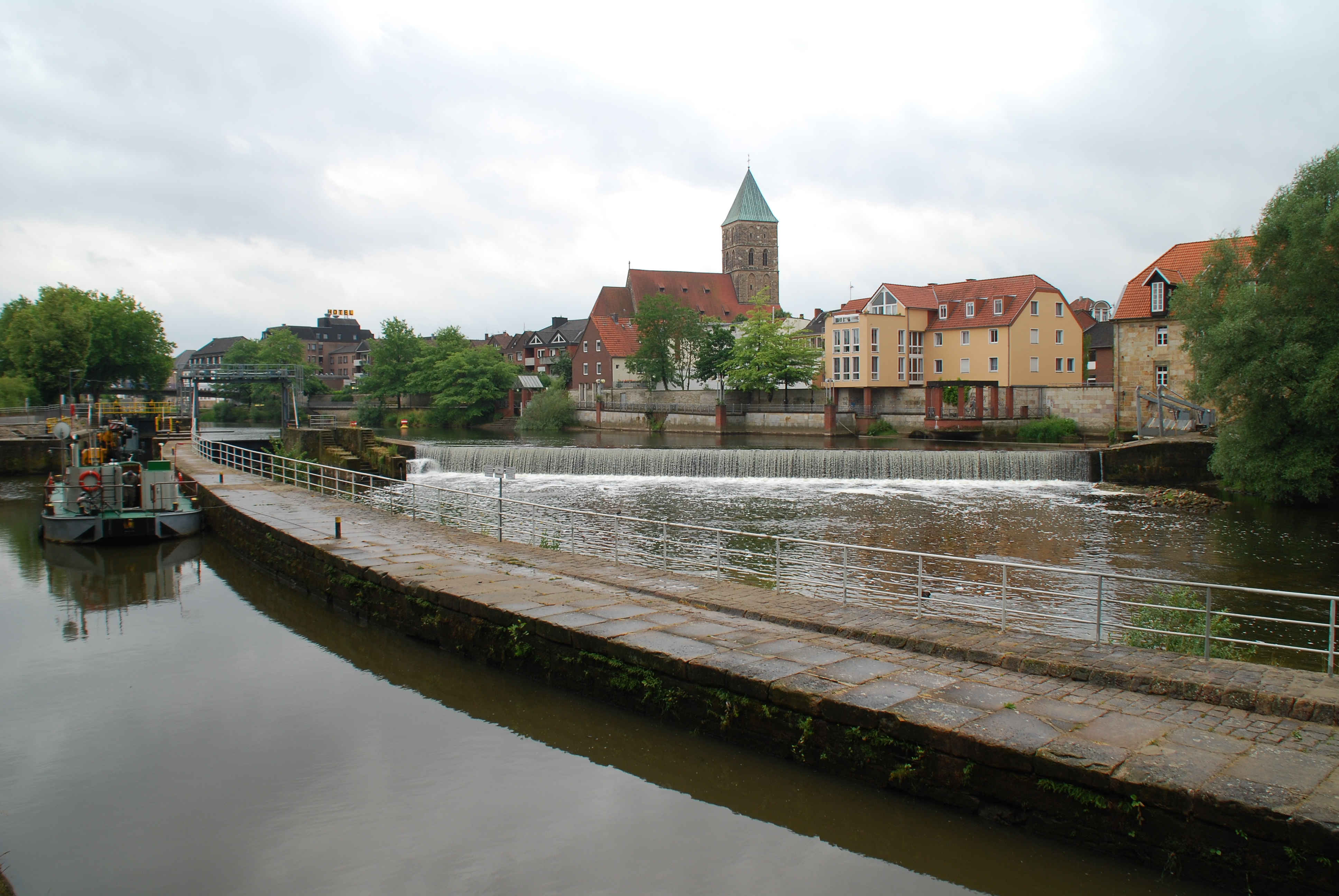
Das Emswehr im Jahr 2008

Das Emswehr auf einer Postkarte von 1908

Das Emswehr Rheine ist ein Bauwerk zur Regulierung des Wasserhaushaltes der Ems im Bereich der Stadt Rheine. Es dient darüber hinaus der Schiffbarmachung der Ems sowie der Wasserkraftgewinnung. Es ist eines der Wahrzeichen der Stadt.

## Die Anlage

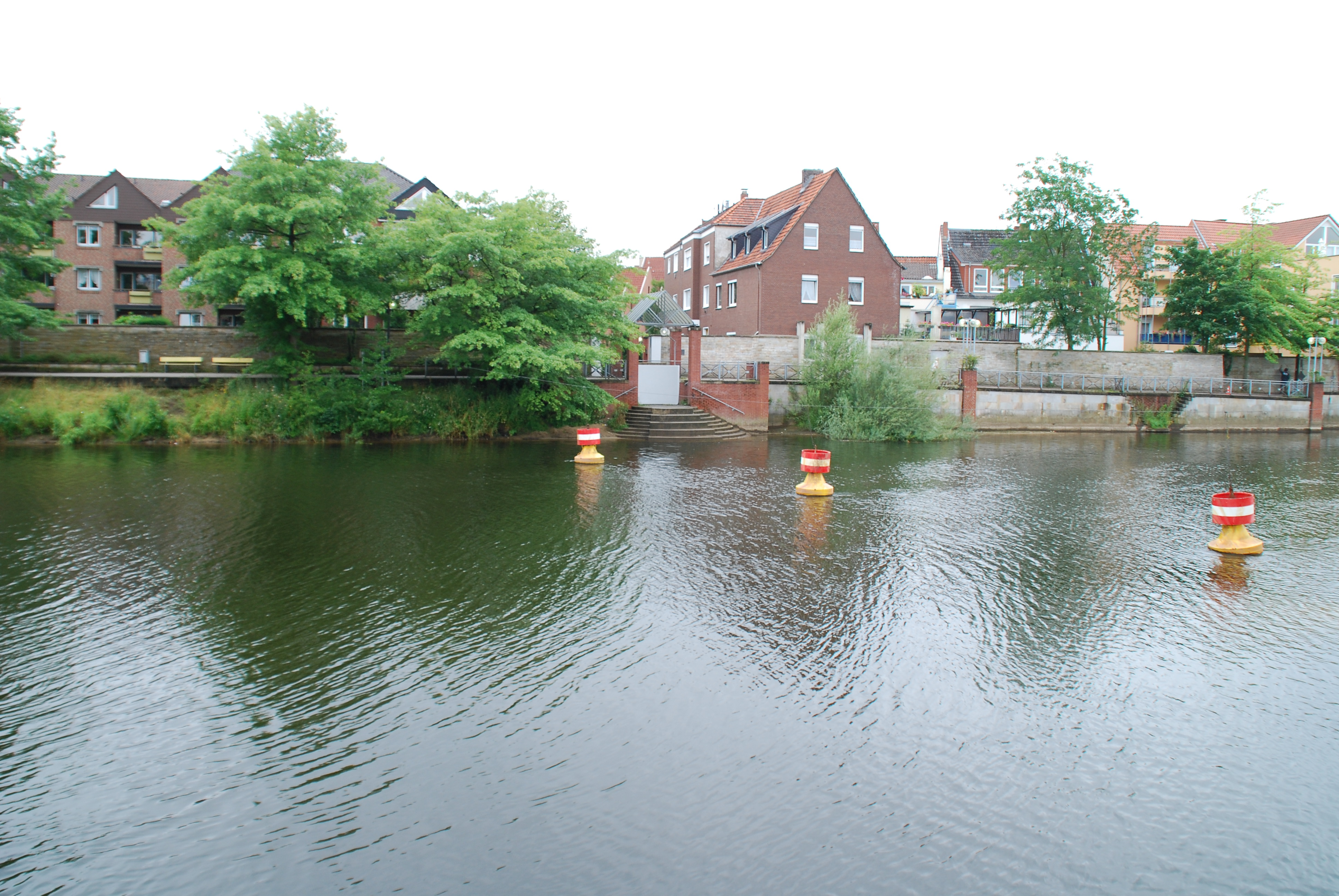
Ungefähre Lage der alten Emsfurt. Im Hintergrund das Waskschapp, die alte Waschstelle der Rheinenser

Das Emswehr in Rheine besteht aus dem Wehr selbst und einem Seitenkanal nebst zwei Schleusen an der östlichen Uferseite. Dem Wehr angeschlossen ist eine Freiflut und ein Fischpass. An der westlichen Uferseite befindet sich in der alten Emsmühle ein modernes Laufwasserkraftwerk mit Turbinenkanal, der das Wasser hinter den Kalkfelsen wieder der Ems zuführt. An der alten Emsmühle beginnt der Salinenkanal, der zur ehemaligen Saline in Bentlage führt und dort ein Wasserrad antrieb. Oberhalb des Salinenkanal befand sich der alte jüdische Friedhof.

### Die alte Emsfurt

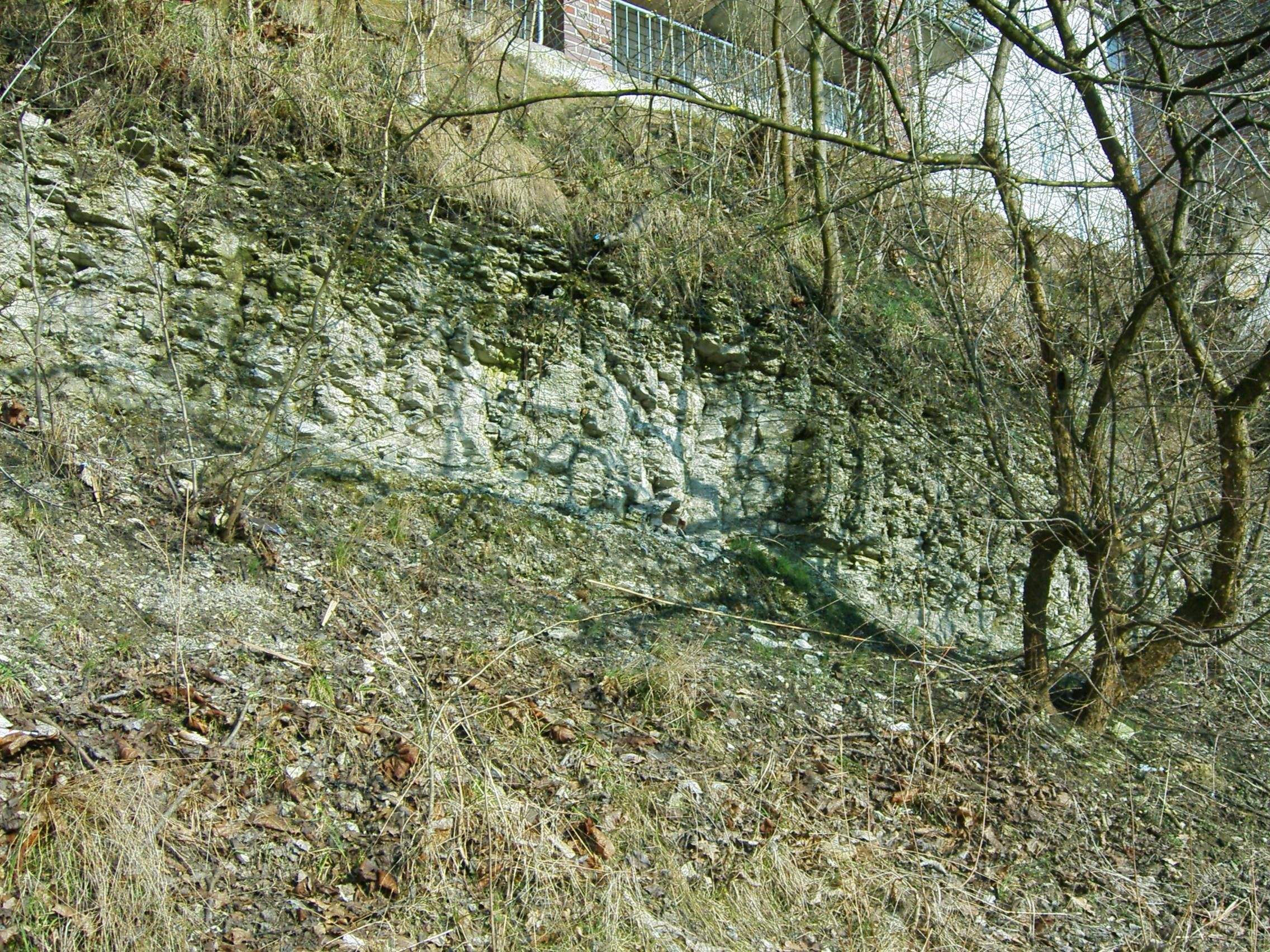
Kalksteinschichten am rechtsseitigen Steilufer unterhalb des Wehres

Vor der Errichtung des ersten hölzernen Wehres befand sich wenige Meter hinter dem Wehr eine Furt, die zum Überqueren der Ems diente. Diese Furt war wahrscheinlich der Grund dafür, dass sich Rheine an dieser Stelle entwickelte. Kalkfelsen des Jura sorgten hier für eine seichte Stelle in der Ems. Heute sind vor dem Wehr noch einige Meter des Kalkfelsens zu erkennen. Die Furt befand sich dort, wo später das „Waskschapp“, die Waschstelle von Rheine angelegt wurde. Diese Furt versank vor 1362 in den Fluten der durch ein erstes Wehr aufgestauten Ems. Seitdem verbindet eine Brücke die beiden Ufer. Heute erinnern Gedenktafeln am Waskschapp und an der Stadthalle an die Furt.

### Das Wehr
Das erste Wehr aus Holz wurde vor 1362, als es das erste Mal schriftlich erwähnt wurde, angelegt. Es diente von Anfang an der Aufstauung der Ems zur Nutzbarmachung durch Wassermühlenbetrieb und verbesserte Schiffbarkeit, die durch die Kalksteinfelsen in diesem Bereich sehr behindert wurde. Es bestand aus hölzernen Faschinen und verursachte bedingt durch Hochwasser und Eisgang im Winter hohe Unterhaltskosten.
Der Bischof von Münster und Osnabrück Franz von Waldeck plante den Bau des steinernen Emswehres, da bedingt durch Wartungsarbeiten die leistungsfähige Mühle häufig stillstand. Dieses Wehr wurde 1550 aus Sandsteinen des Huckberges gebaut. Es ist 3 Meter hoch und 3,35 Meter breit. An diesem Bau beteiligten sich auch die Kreuzherren von Bentlage, sie lieferten Steine und die Brüder halfen auch bei dem Bau selbst mit. 
Von 1579 bis 1780 wurde die erste Schleuse am Wehr gebaut. Vor dem Bau der Schleuse mussten die Waren am Wehr umgeladen werden.
1841 wurde mit dem Bau des Schiffkanals begonnen. Ziel war die bessere Schiffbarkeit im Bereich des Wehres. Auch wurde der Fischpass und das Fluttor angelegt. Von 1843 mit der Fertigstellung bis heute hat sich das Gesicht des Wehres kaum verändert.

### Der Schiffkanal

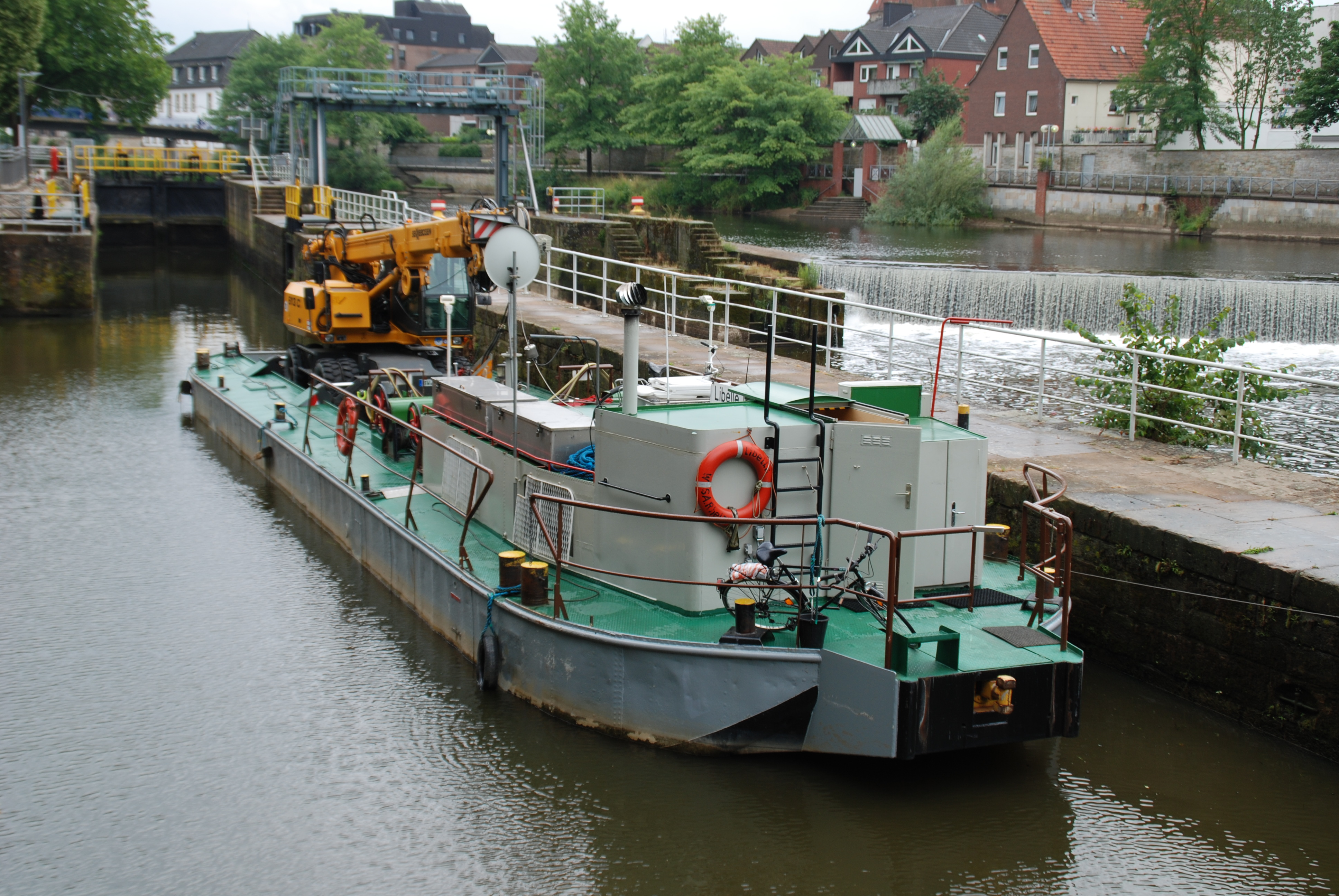
SG Libelle des WSA Rheine im Schiffkanal. Hinten die geöffnete obere Schleuse

Der Bau des Schiffkanals wurde 1841 begonnen und 1843 abgeschlossen. Der Schiffkanal hat eine Länge von etwa 900 Metern, beginnt am Emswehr mit der oberen Schleuse und endet hinter den Kalkfelsen mit der unteren Schleuse. Für den Schiffkanal mussten die Mühlen der rechten Emsseite abgerissen werden. Hier sollen sich laut Überlieferungen eine Kupfermühle, Papiermühle, Sägemühle, Grützmühle und Perlmühle befunden haben. Schon mit Bau der Eisenbahn 1856 fiel die Bedeutung der Schifffahrt auf der Ems ab. Der Kanal wurde hauptsächlich mit den Emspünten befahren, offenen Prähmen, die speziell für die Ems gebaut wurden. Mit dem Bau des Dortmund-Ems-Kanals 1899 wurde die Emsschifffahrt entbehrlich und mit Beginn des Ersten Weltkrieges 1914 eingestellt. Heute dient der Schiffkanal hauptsächlich Freizeitschiffern als Revier.

#### Oberschleuse
Die Oberschleuse am Wehr hat eine nutzbare Länge von 26,70 m und eine Breite von 5,80 m. Bei mittlerem Wasserstand wird eine Höhendifferenz von 1,75 m zum Kanal überwunden. Diese Höhe ist aber vom Wasserstand der Ems abhängig. Füll- und Entleerungsschütze sind in den Stemmtoren der Schleuse eingebaut. Die Bedienung der Schleuse erfolgt manuell.

#### Unterschleuse
Die Unterschleuse hat dieselben Maße wie die Oberschleuse, jedoch ist die Höhendifferenz hier bei mittlerem Wasserstand mit 2,54 Meter etwas größer.

### Fluttor

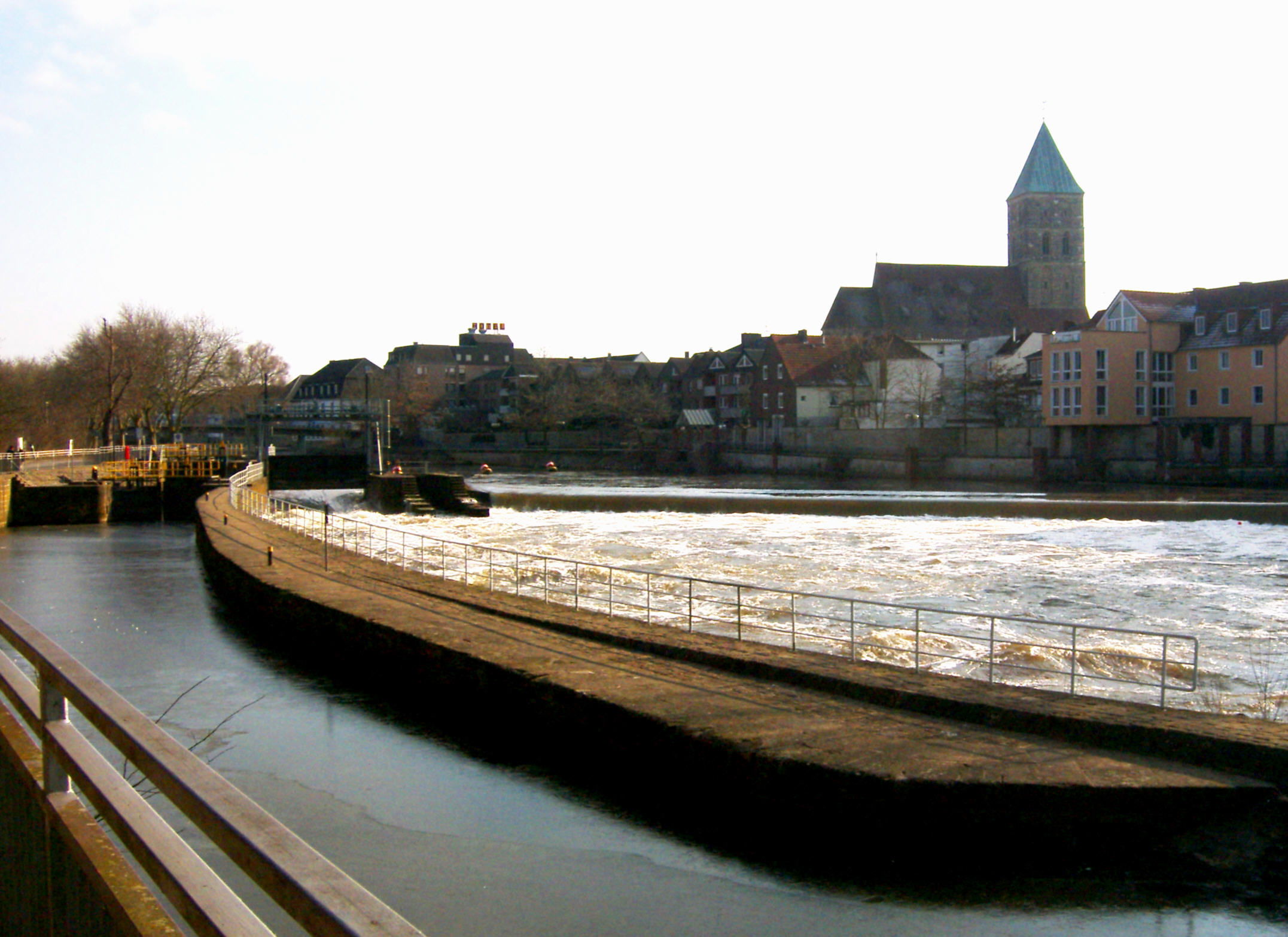
Geöffnetes Fluttor bei Hochwasser

Das Fluttor des Wehres befindet sich zwischen dem Wehr und dem Schiffkanal. Bei erhöhtem Wasserstand der Ems kann das Tor gehoben und so eine größere Menge Wasser abgeflutet werden.

### Fischpass

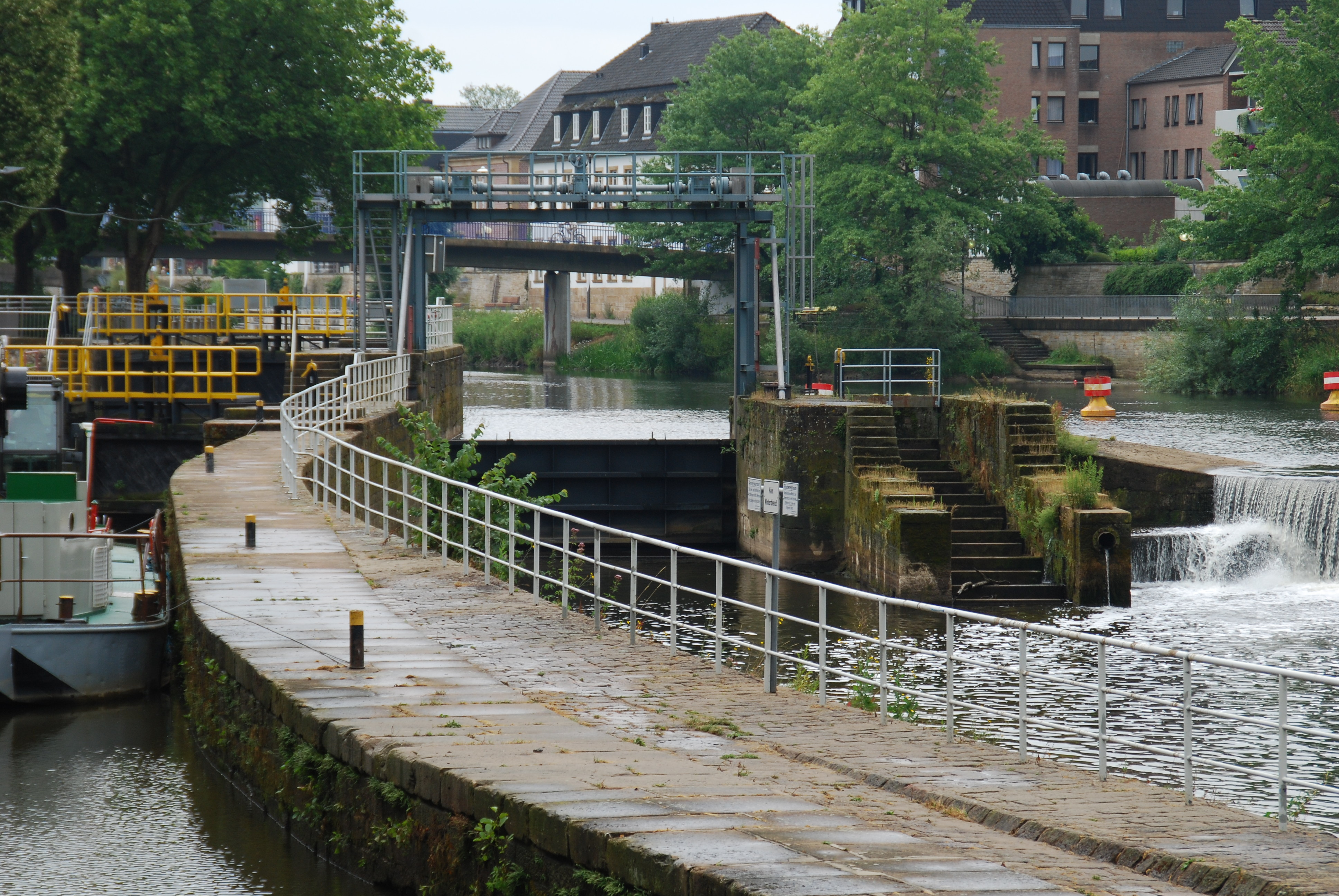
Geschlossenes Fluttor bei normalem Wasserstand. Rechts der alte Fischpass.

Der Fischpass wurde mit der Anlegung des Schiffkanals erstellt. Er wurde mehrmals an die Bedürfnisse der Fische angepasst und umgebaut. Nach heutiger Sicht stellt der Fischpass jedoch keine optimale Lösung dar. Bedingt durch seinen kleinen Durchlass ist der Lockstrom sowohl im Oberwasser als auch im Unterwasser für die Fische kaum auffindbar. Zusammen mit Interessensverbänden plant die Bezirksregierung Münster im Auftrag der Wasserstraßen- und Schifffahrtsverwaltung des Bundes daher zurzeit einen zweiten Fischpass in der Nähe der Mühle.

## Emsmühle

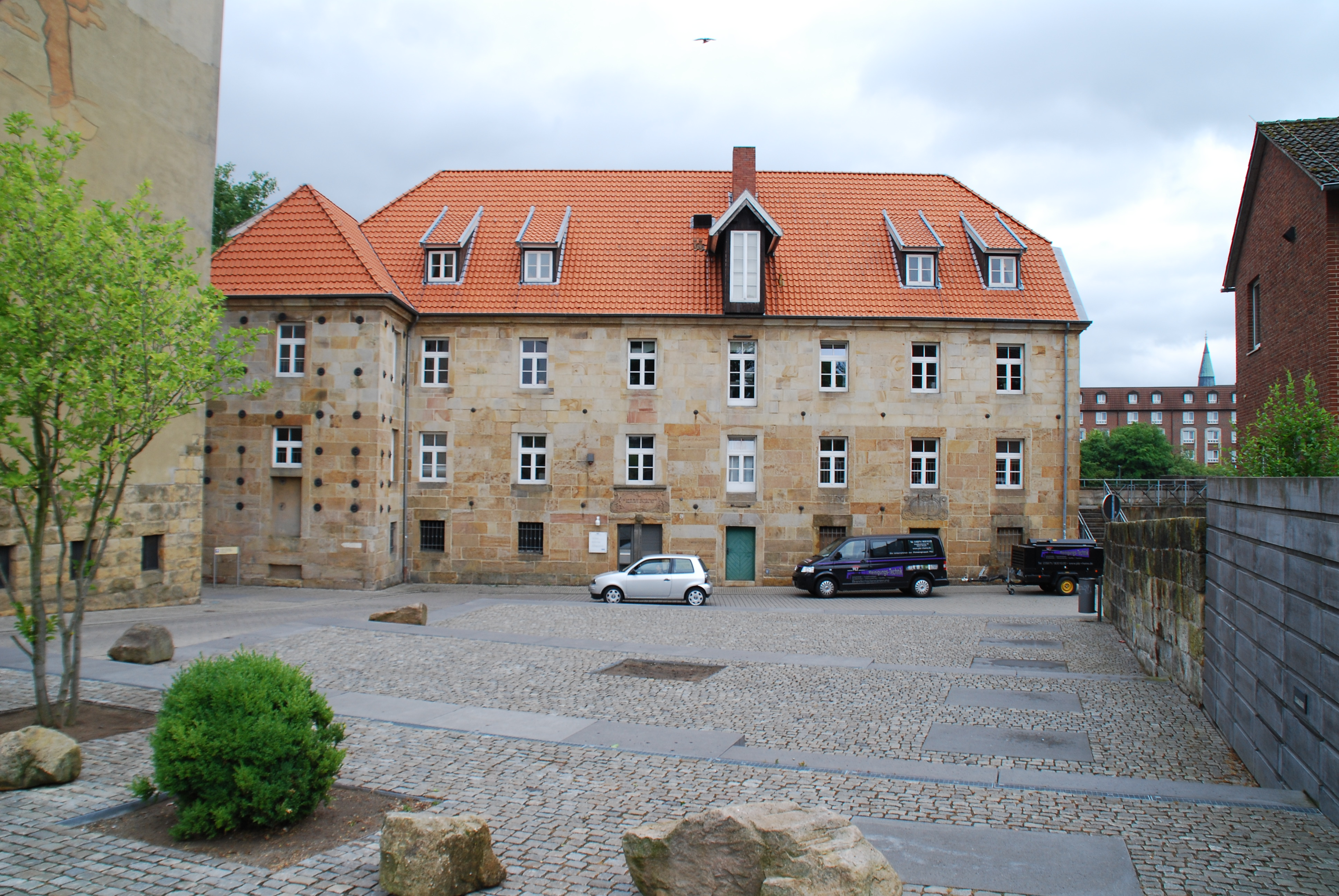
Die Emsmühle

Die erste Emsmühle war laut Franz Kolck schon zur Zeit Kals des Großen an dieser Stelle errichtet worden. Urkundlich taucht sie mit dem Emswehr im Jahr 1362 erstmals auf.
1754 ließ der Bischof von Münster, Clemens August I. von Bayern, einen Neubau errichten. Dieser Neubau besaß drei Mühlengänge mit drei Wasserrädern zwischen der Mühle und dem Wehr. Für die damalige Zeit war der Bau sehr zweckgebunden und ohne Verzierungen. Das eingeschossige Bauwerk wurde aus Huckberger Sandstein errichtet. Im südlichen Gebäudeteil befanden sich zwei Wasserräder für eine Öl- und Walkemühle.
Nach einem Brand 1894 wurde die Mühle um ein Stockwerk aus hellerem Ibbenbürener Sandstein erhöht und die Wasserräder gegen Turbinen ausgetauscht.
1937 wurde die Mühle mit einer Siloanlage ergänzt, die das Bildnis eines Sämanns des Malers Karl Wenzel ziert. Beim Bau der Siloanlage machte der ehemalige Stadtgraben viele Probleme, der in diesem Bereich verlief.

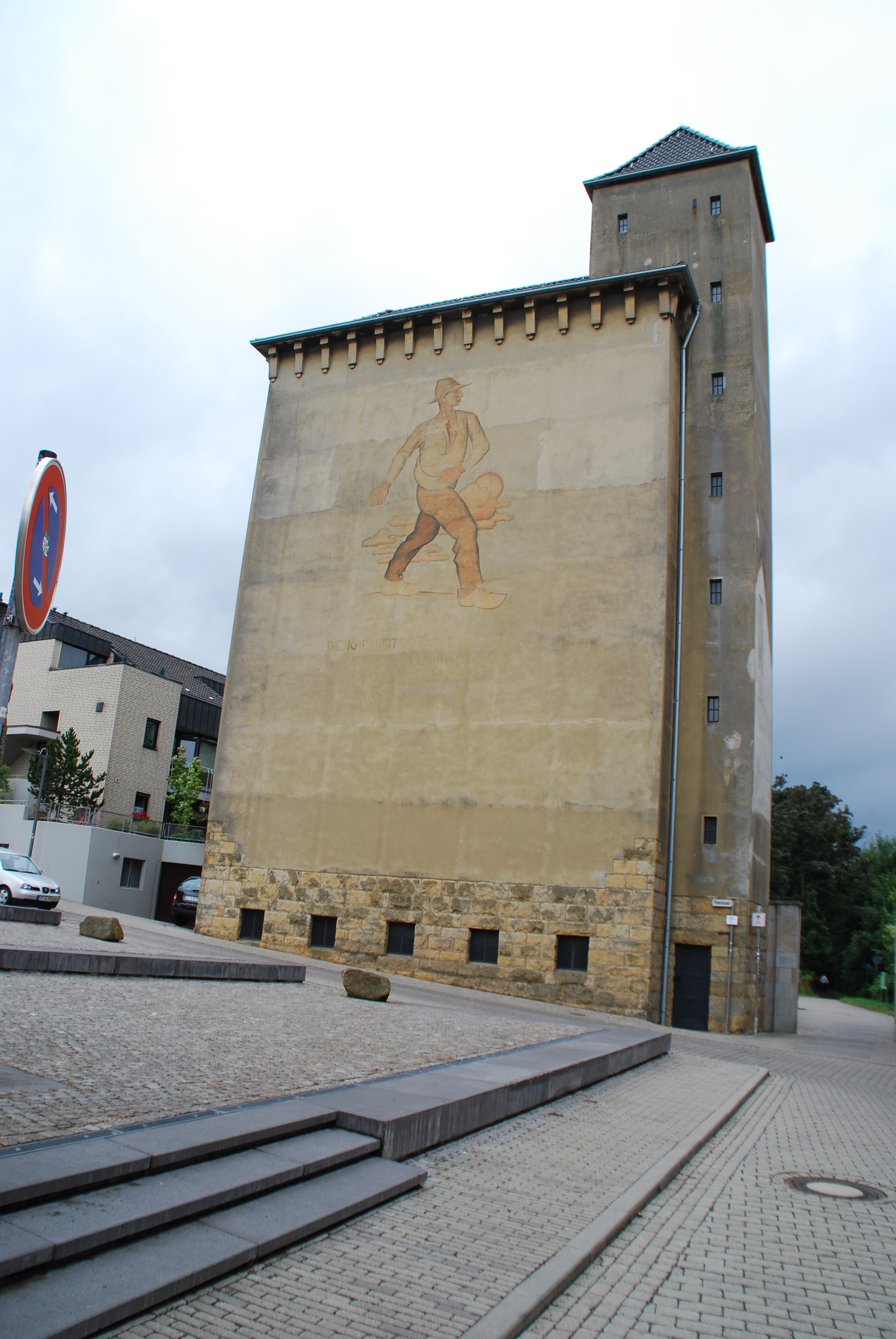
Silo der Emsmühle mit Sämann, gemalt von Karl Wenzel

Nach mehreren Bränden 1928, 1930 und 1937 und der Zerstörung durch Bomben 1943 wurde die Mühle mit zwei weiteren Geschossen aus Ziegelstein wieder aufgebaut. Ein weiteres Turbinenhaus wurde seitlich angebaut. Die Mühle selbst wurde am 31. Dezember 1964 stillgelegt.
1985 wurde die Mühle wieder zur Erzeugung von Strom genutzt. Sie produzierte jährlich mit zwei Turbinen 900.000 kWh Strom. Mit der Inbetriebnahme der Stromproduktion wurde auch die Rekonstruktion der Mühle zum Stand von 1897 begonnen. Die oberen beiden Etagen aus Ziegelstein wurden abgetragen und das alte Dach wieder aufgesetzt.
Am 31. Dezember 2023 wurde das Wasserkraftwerk in der Mühle stillgelegt. Das Wasserrecht ging zum 1. Januar 2024 an den Wasserstraßen- und Schifffahrtsverwaltung des Bundes über, welches auch die 170 kw-Anlage zurückbaute.

### Hochwassermarken

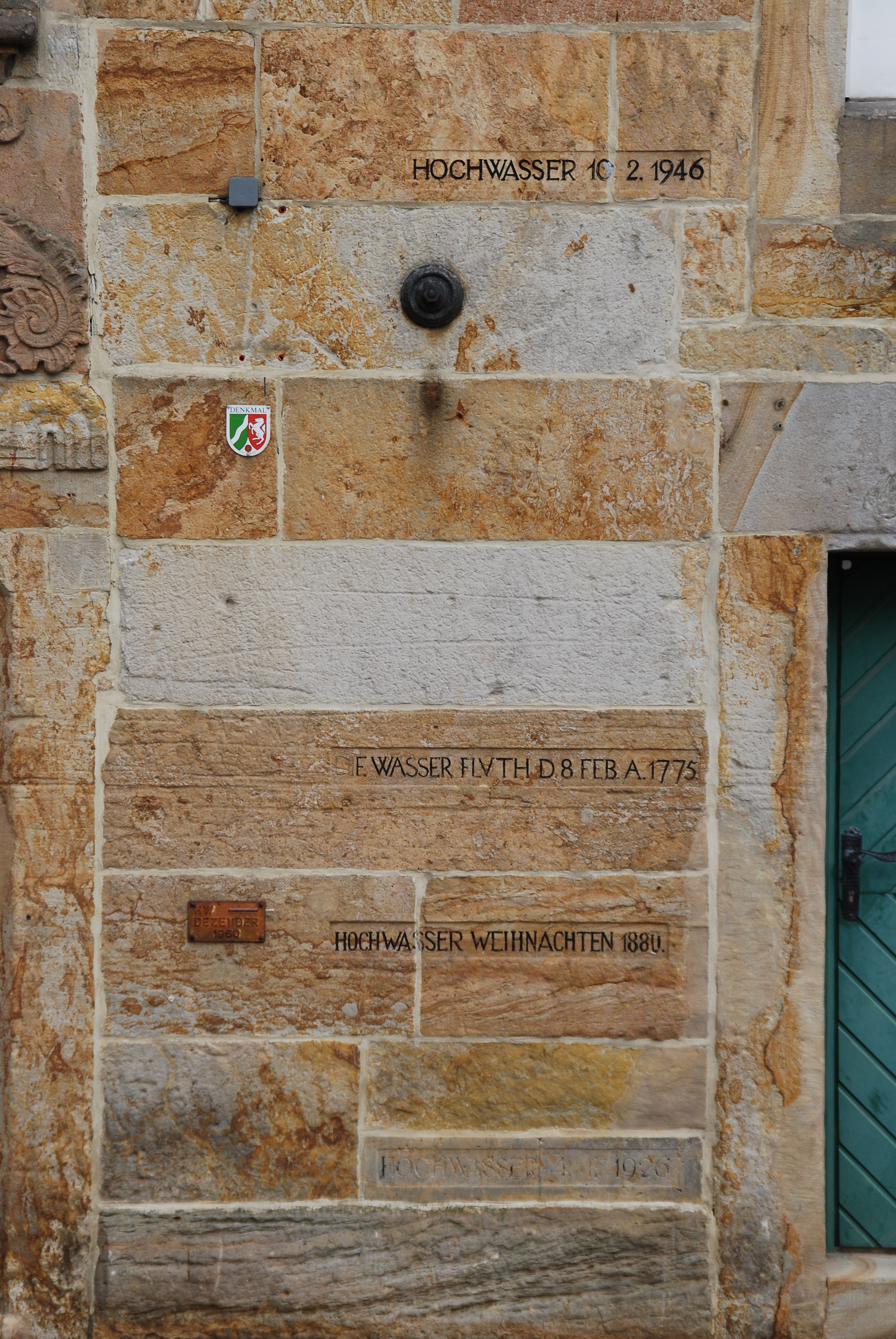
Hochwassermarken an der Emsmühle

Neben der Mühlentür und an der Hochwassermauer zur Altstadt hin befinden sich Hochwassermarken der letzten Jahrhunderte.
Der höchste Wasserstand, der jemals in Rheine gemessen wurde, stammt vom 10. Februar 1946. Unter dieser Marke reihen sich mit Abstand die Hochwasser von 1775, 1880 und 1926 ein.
Eine in den 1970er Jahren errichtete Hochwasserschutzmauer soll das erneute Einbrechen eines Hochwassers in das Stadtgebiet von Rheine verhindern. Sie ist höher angelegt als das Hochwasser von 1946 anstieg.

### Salinenkanal

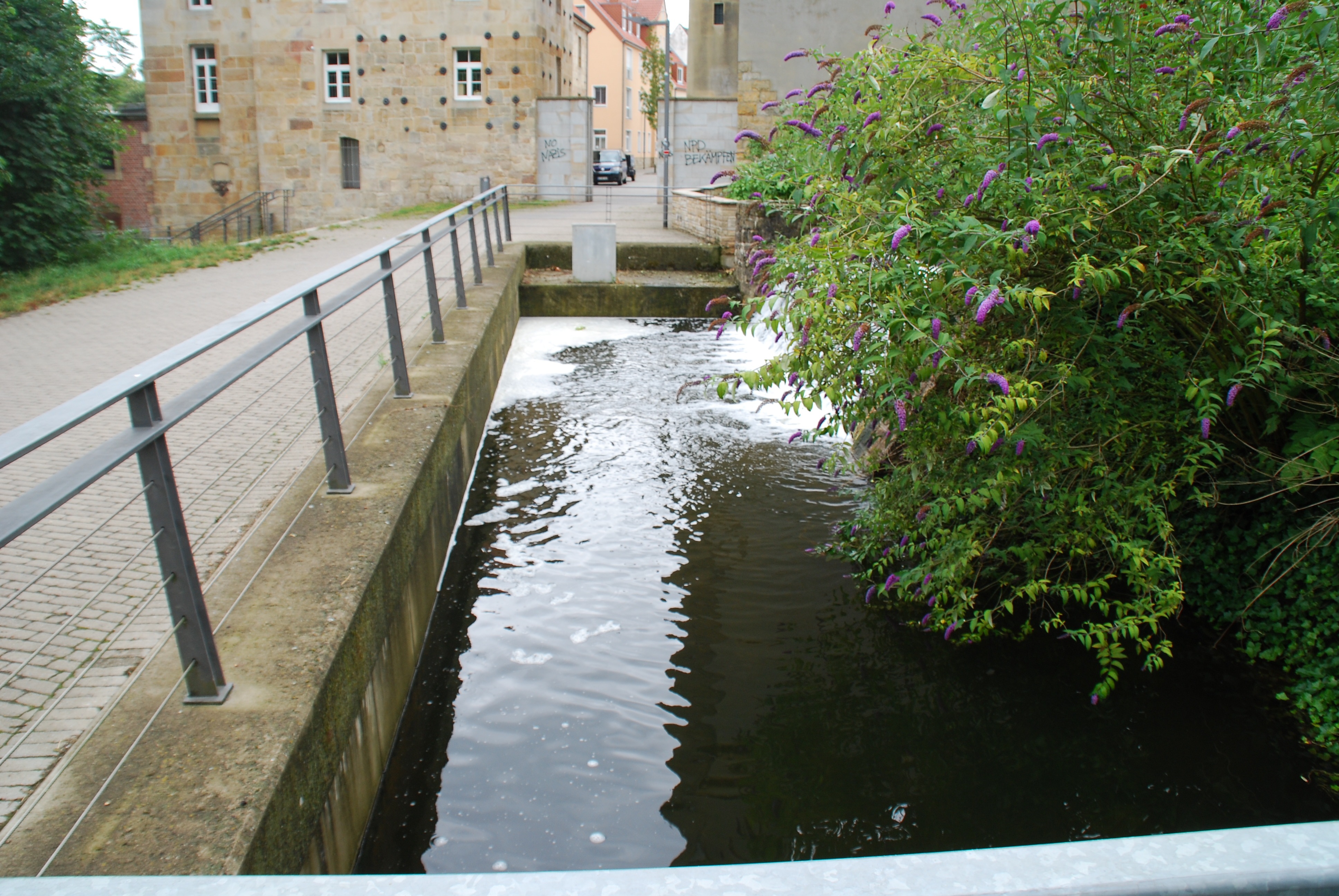
Einlaufbauwerk Salinenkanal

Links der Ems zweigt der Salinenkanal hinter der Mühle zur Saline Gottesgabe nach Bentlage ab. Der Salinenkanal wurde von 1743 bis 1747 angelegt, um die Wasserräder zur Soleförderung zu betreiben.